# NGC 6768-2
NGC 6768-2 (другие обозначения — PGC 62995, ESO 337-17, MCG -7-39-9) — линзообразная галактика (S0) в созвездии Южная Корона.
Этот объект не входит в число перечисленных в оригинальной редакции «Нового общего каталога» и был добавлен позднее.